# ダイナサンキュー
ダイナサンキュー（欧字名:Dyna Thank You、1984年5月5日 - 2001年5月7日）は、日本の競走馬、種牡馬。主な勝ち鞍に1986年のデイリー杯3歳ステークス。

## 競走馬時代
3歳9月の新馬戦を快勝すると、続く野路菊賞も勝ち、3戦目となったデイリー杯3歳ステークスも快勝し3戦3勝とした。しかし、その後左前脚に屈腱炎を起こし、復帰することなく引退となった。

## 競走成績
以下の内容は、netkeiba.comおよびJBISサーチに基づく。
| 年月日     | 競馬場 | 競走名         | 格  | 距離（馬場）  | 頭 数 | 枠 番 | 馬 番 | オッズ（人気） | 着順 | タイム （上り3F/4F） | 着差 | 騎手     | 斤量 （kg） | 勝ち馬/（2着馬）     |
| ---------- | ------ | -------------- | --- | ------------- | ----- | ----- | ----- | -------------- | ---- | -------------------- | ---- | -------- | ----------- | -------------------- |
| 1986.09.06 | 阪神   | 3歳新馬        |     | 芝1600m（良） | 10    | 8     | 9     | 03.0（2人）    | 1着  | 1:37.0 (48.5)        | -0.3 | 南井克巳 | 53          | （スティビーパワー） |
| 0000.09.27 | 阪神   | 野路菊賞       | OP  | 芝1600m（良） | 8     | 3     | 3     | 01.9（1人）    | 1着  | 1:36.4 (48.2)        | -0.5 | 南井克巳 | 53          | （ハヤトナスラン）   |
| 0000.11.01 | 京都   | デイリー杯3歳S | GII | 芝1400m（良） | 11    | 3     | 3     | 05.9（3人）    | 1着  | 1:23.4 (47.1)        | -0.3 | 南井克巳 | 54          | （オカノアスティー） |

## 種牡馬時代
引退後は種牡馬となり、初年度産駒から1992年のクイーンカップ等を制したサンエイサンキュー、5世代目の産駒から戸塚記念を制したハネダリーディング、6世代目の産駒から肥後菊賞を制したユーホースキーを出した。その後1997年11月28日付で用途変更となり、2001年5月7日に死亡した。17歳没。

### 主な産駒
- サンエイサンキュー（1992年クイーンカップ、札幌記念、サファイヤステークス）[6]
- ハネダリーディング（1996年戸塚記念）[7]
- ユーホースキー（1997年肥後菊賞）[8]

## 血統表
| ダイナサンキューの血統                        | ダイナサンキューの血統                                       | ダイナサンキューの血統                                       | （血統表の出典）                                             | （血統表の出典） |
| 父系                                          | ノーザンテースト系                                           | ノーザンテースト系                                           | ノーザンテースト系                                           | [ § 2 ]          |
| 父 *ノーザンテースト Northern Taste 1971 栗毛 | 父の父Northern Dancer 1961 鹿毛                              | Nearctic                                                     | Nearco                                                       | Nearco           |
| 父 *ノーザンテースト Northern Taste 1971 栗毛 | 父の父Northern Dancer 1961 鹿毛                              | Nearctic                                                     | Lady Angela                                                  |                  |
| 父 *ノーザンテースト Northern Taste 1971 栗毛 | 父の父Northern Dancer 1961 鹿毛                              | Natalma                                                      | Native Dancer                                                | Native Dancer    |
| 父 *ノーザンテースト Northern Taste 1971 栗毛 | 父の父Northern Dancer 1961 鹿毛                              | Natalma                                                      | Almahmoud                                                    |                  |
| 父 *ノーザンテースト Northern Taste 1971 栗毛 | 父の母Lady Victoria 1962 黒鹿毛                              | Victoria Park                                                | Chop Chop                                                    | Chop Chop        |
| 父 *ノーザンテースト Northern Taste 1971 栗毛 | 父の母Lady Victoria 1962 黒鹿毛                              | Victoria Park                                                | Victoriana                                                   |                  |
| 父 *ノーザンテースト Northern Taste 1971 栗毛 | 父の母Lady Victoria 1962 黒鹿毛                              | Lady Angela                                                  | Hyperion                                                     | Hyperion         |
| 父 *ノーザンテースト Northern Taste 1971 栗毛 | 父の母Lady Victoria 1962 黒鹿毛                              | Lady Angela                                                  | Sister Sarah                                                 |                  |
| 母 メルシーダイナ 1979 鹿毛                   | 母の父*ボールドアンドエイブル Bold and Able 1968 栗毛        | *ボールドラッド                                              | Bold Ruler                                                   | Bold Ruler       |
| 母 メルシーダイナ 1979 鹿毛                   | 母の父*ボールドアンドエイブル Bold and Able 1968 栗毛        | *ボールドラッド                                              | Misty Morn                                                   |                  |
| 母 メルシーダイナ 1979 鹿毛                   | 母の父*ボールドアンドエイブル Bold and Able 1968 栗毛        | Real Delight                                                 | Bull Lea                                                     | Bull Lea         |
| 母 メルシーダイナ 1979 鹿毛                   | 母の父*ボールドアンドエイブル Bold and Able 1968 栗毛        | Real Delight                                                 | Blue Delight                                                 |                  |
| 母 メルシーダイナ 1979 鹿毛                   | 母の母スイートターフ 1965 栗毛                               | *ガーサント                                                  | Bubbles                                                      | Bubbles          |
| 母 メルシーダイナ 1979 鹿毛                   | 母の母スイートターフ 1965 栗毛                               | *ガーサント                                                  | Montagnana                                                   |                  |
| 母 メルシーダイナ 1979 鹿毛                   | 母の母スイートターフ 1965 栗毛                               | アリエッタ                                                   | Indian Hemp                                                  | Indian Hemp      |
| 母 メルシーダイナ 1979 鹿毛                   | 母の母スイートターフ 1965 栗毛                               | アリエッタ                                                   | *アラバスターゼセカンド                                      |                  |
| 母系(F-No.)                                   | アラバスターゼセカンド(AUS)系(FN:16-h)                       | アラバスターゼセカンド(AUS)系(FN:16-h)                       | アラバスターゼセカンド(AUS)系(FN:16-h)                       | [ § 3 ]          |
| 5代内の近親交配                               | Lady Angela 4×3=18.75%（父内）、 Nasrullah 5×5=6.25%（母内） | Lady Angela 4×3=18.75%（父内）、 Nasrullah 5×5=6.25%（母内） | Lady Angela 4×3=18.75%（父内）、 Nasrullah 5×5=6.25%（母内） | [ § 4 ]          |
| 出典                                          | 1. 2. 3. 4.                                                  | 1. 2. 3. 4.                                                  | 1. 2. 3. 4.                                                  | 1. 2. 3. 4.      |